# Onthophagus shimba
Onthophagus shimba là một loài bọ cánh cứng trong họ Bọ hung (Scarabaeidae).